# Teikoplanin
Teikoplanín je glikopeptidni antibiotik, zaviralec sinteze bakterijske celične stene, ki učinkuje na grampozitivne bakterije. Njegovo predpisovanje je omejeno, ker je učinkovit tudi proti okužbam z MRSA. Na tržišču je pod zaščitenim imenom Targocit.

## Uporaba
Teikoplanin se uporablja intravensko (z dajanjem v žilo dovodnico) za zdravljenje naslednjih okužb:
- zapletene okužbe kože in mehkih tkiv,
- okužbe kosti in sklepov,
- bolnišnične pljučnice,
- zunajbolnišnične pljučnice,
- zapletene okužbe sečil,
- infekcijski endokarditis,
- peritonitis, povezan s kontinuirano ambulantno peritonealno dializo,
- bakteriemija, ki se pojavi zaradi katere od zgoraj navedenih okužb,

Uporablja tudi kot peroralna raztopina, in sicer kot alternativno zdravljenje driske in kolitisa, ki ju povzroča bakterija Clostridium difficile. V raziskavah je namreč izkazal pri tej indikaciji podobno učinkovitost kot vankomicin.

## Kemijske lastnosti
Teikoplanin je pravzaprav mešanica več sestavin, in sicer petih poglavitnih (poimenovane teikoplanin A2-1 do A2-5) ter štirih v manjših deležih (poimenovane teikoplanin RS-1 do teikoplanin RS-4). Za vse je v njihovi kemijski zgradbi skupno makrociklično glikopeptidno ogrodje (poimenovano teikoplanin A3-1), na katero je pripeta veriga ogljikovih hidratov (manoza,  N-acetilglukozamin in β-D-glukozamin) — razlikujejo se le v dolžini in konformaciji stranske verige.
Spodnja slika prikazuje zgradbo ogrodne večobročne glikopeptidne strukture ter ogljikohidratnih stranskih verig pri petih poglavitnih učinkovin teikoplanina.